# 울프 (캘리포니아주 네바다군)
울프는 미국 캘리포니아주 네바다군의 비법인지구이다. 울프는 그래스밸리에서 남남서로 18.5km 떨어져 있는 곳에 위치해 있다. 해발고도는 481m이다.
울프의 우체국은 1888년부터 1956년까지 영업했으며, 1940년에 한 번 이동했다.